# パッション屋良
パッション屋良（パッション やら、本名：屋良 朝苗（やら ちょうびょう）、1976年（昭和51年）7月23日 - ）は、日本のお笑いタレント（ピン芸人）。沖縄県名護市出身。国士舘大学体育学部卒業。マセキ芸能社所属。

## 来歴
沖縄県立名護高等学校を卒業後、1浪して国士舘大学体育学部へ入学し卒業。陸上部で円盤投げの選手として活躍し、教員免許も取得した。
2000年にコンビ「サミット75」を結成。解散したのちに「パッション屋良」名義でピン芸人として活動。
2006年3月29日放送の特別番組『ザ・放送ヲ阻止セヨ!!』（TBS）内の出川哲朗の指名により、実の母親に暴露される形で、16年付き合った女性と2005年6月に結婚していた事を公式に発表（他の芸能人がラジオでバラしていた）。
2007年11月13日午前9時18分に第一子となる女児が誕生したと事務所ホームページとブログで発表した。この出産を機に『「パパッション」として自覚を持ち、新たな気持ちで仕事に取り組んで行きます』としている。
2009年には辻岡正人監督映画『Dirty Heart』で初主演。忍者役を演じた。

## 人物
身長180cm 体重86kg。スリーサイズB106.5 cm・W86.5 cm・H102.5 cm。ベンチプレスMAXは160kg。中学時代に沖縄の相撲大会で優勝の経験がある。血液型はA型。右利き。
趣味はボウリング、ダーツ、筋トレ、ツーリング、カラオケ、カヌー。
特技はボウリング、胸を叩くこと、ベンチプレス、スポーツ全般。
仕事が減っていた時期に、故郷の名護市に生活拠点及び個人事務所「オフィス・パッション」を置き、東京での活動と並行して、地元沖縄でテレビ番組やイベントのプロデュース・ディレクターを行う。2017年からは、自身のメタボ返上のフィットネス経験を生かし、自身のパーソナルトレーニングジム「パッションズフィットネス」を開店。パーソナルトレーナーとしても活動している。

## エピソード
- 父親は芸人になる事を大反対しており、『笑いの金メダル』で放送された実家からのビデオレターに出演していなかった。
- 事務所の先輩に当たる内村光良にネタを披露したところ、「全部一緒じゃねーか!」と爆笑しながら評された。内村はパッション屋良にやたら厳しい。ただし、内村は屋良や狩野英孝など事務所の後輩に対して表面上は冷たくあしらったりするが、重用することも多い。
- 『お笑い登龍門ガッハ』（フジテレビ）で「ンーッ!!ンーッ!ンーッ!!ンーッ!ン～～～～～ッ!?」のギャグが出演していた芸人たちの間で流行し、河本準一（次長課長）、山里亮太（南海キャンディーズ）、ワッキー（ペナルティ）らにパクられ、激怒していた。
- 2006年1月7日放送の『爆笑オンエアバトル』（NHK総合テレビ）の福井収録で、2003年にスピードワゴンが記録した461KBで6位敗退というオフエア最高KBタイを記録。それと同時に6位の最高記録となった。この回は同番組のチャンピオン大会の最低条件である4勝目を賭けた挑戦で、もしオンエアされていた場合は合計キロバトルが1880KBと、年間ランキング7位に相当していたことになる。そのような惜しい状況であったが、同年度では最終収録の段階で年間3勝だった芸人15組の中で唯一最終収録に参加しておらず、2006年度以降は一度も番組に出場していない。
- 2006年3月29日に放送された『スポーツマンNo.1決定戦・第16回芸能人サバイバルバトル』（TBS）では4位入賞を果たす。
- 同じ「肉体系」芸人であることからなかやまきんに君にライバル視されている。くしくもきんに君とは前述の『スポーツマンNo.1決定戦』で、大玉を転がし合い、相手の陣地へ送り込む「SPIN OFF」の1回戦において直接対決が実現している。
- 元々体育教師を目指していた為か、『合格!日本語ボーダーライン』（朝日放送）でラジオ体操の順番を全て正解している。
- 2006年5月10日リリースの、Yum!Yum!ORANGEのシングル「CLOVER」のミュージック・ビデオにメインとして出演している。
- 2006年5月22日から『おはスタ』（テレビ東京）にパッション先生として登場。春の運動会シーズンに合わせて毎日各種競技の秘訣を面白く教える。
- GDO（ゴルフダイジェストオンライン） で一時期ゴルフに関するネタを公開していた。
- 2006年9月23日放送の『韓流スターに大接近!!100倍楽しむ韓国TV』（毎日放送）の企画で、韓国内で視聴率1位を誇る人気番組に出演。その際に韓国語での台詞をすべて暗記した。
- ピン芸人になる際、同期の星野卓也に芸風に関してアドバイスを求めたときにどんなネタをやりたいのかと質問され、「劇団ひとりみたいな感じ」と答えたが、星野に知っている限りの否定語を使われて否定された。
- バイト先の焼き肉屋では料理長を務めていた（現在も継続中かは不明）。
- 俳優の細川茂樹のフットサルチームに所属している。
- 『頑張る人応援バラエティ 体育の時間』（テレビ朝日）の「どこまでもドア」で記録0枚の最低記録を出してしまった。
- パッション屋良の胸を強く叩く行為を「やらやらバンバン」と言う。他の芸能人がこれを行うとギャラを請求している。
- 胸を強く叩くことは心臓マッサージの一種であり、むやみに行うとあまりにも危険すぎるため千葉県の小学校ではパッション禁止令が出ていることが『笑いの金メダル』（朝日放送）内にて公表された。また、胸を強く叩き過ぎて胸骨を骨折したことがある。
- 本名の屋良朝苗は、琉球政府公選行政主席･本土復帰後の初代沖縄県知事の政治家屋良朝苗にあやかって命名されたもの。
- パッション屋良という芸名は、THE BLUE HEARTSの楽曲「情熱の薔薇」から転じて情熱の屋良、「パッション屋良」でいいんじゃないかと、本人から相談を受けた作家が3分で考案した。

## スポーツマンNo.1決定戦
第16回芸能人サバイバルバトル（2006年3月29日放送）
REVOLUTIONは真っ先に脱落しノーポイントに終わるも、SPIN OFFでは1回戦でゴン(ビックスモールン)、2回戦で野村将希、準決勝で井坂俊哉、決勝で知幸に勝利し種目別No.1獲得。MONSTER BOX 15段、QUICK MUSCLEでは197回の初挑戦最高記録を出し、種目別順位でも池谷直樹(231回)、なかやまきんに君(229回)に次いで3位。TAIL IMPOSSIBLEは第3レース進出で6位。SHOT-GUN-TOUCHは1回目、2回目を失敗するも3回目で11m50cmを成功させ総合4位入賞を果たす。
第18回芸能人サバイバルバトル（2007年10月5日放送）
BEACH FLAGSではスタート直後に躓き1回戦敗退を喫する。SPIN OFFでは1回戦で過去に当種目を2連覇しているきんに君と対戦。両者パワー対決勝負となり大玉が浮き上がってコーナーポストに激突した瞬間にきんに君がステージから転落。その隙を突いて巻き返したパッションの勝利。2回戦で白石朋也、準決勝では前回決勝で闘った知幸に再度勝利し決勝進出を果たすも、決勝でチェ・ヒョノに敗れ2大会連続の種目別No.1を逃した。MONSTER BOXは自己記録に届かない13段に終わる。MUSCLE GYMは209回で7位と健闘し、暫定6位でファイナル進出。1回目の試技で11m50cmを成功。2回目で自己新記録を懸けた11m60cmを失敗するも、3回目は敢えて距離を伸ばした11m80cmを成功させ、再び総合4位入賞。
芸能人サバイバルバトル
| 大会   | 放送日        | 総合順位 |
| ------ | ------------- | -------- |
| 第16回 | 2006年3月29日 | 4位      |
| 第18回 | 2007年10月5日 | 4位      |

## ネタ
ネタの中には、マイケルと似たような「スベリ芸」がある。胸をたたいて無理矢理笑わせるスタイルで、そのあたりの自分の事情も、ネタに取り込んでいる。芸風は、白の体操服（胸ポケットにイニシャルの「P」の刺繍がある）を着て、たいそうのおにいさんに扮したテンションで漫談をするもの。
- 最初に客席にプロテインとはかけ離れた質問を投げかけ、その後「そうだね、プロテインだね。」と流すつかみのギャグでお馴染み。『爆笑オンエアバトル』などでは、観客が「プロテイン」と先に言うことが多くなり、「皆、予習してきたのかな。」と客をいじる。※例：「会場のみんなー、参議院、衆議院、??。そうだね、プロテインだね。」
- ネタはいつも「今日はパッション広場に来てくれてどうもありがとう。お兄さんのことは、情熱。そう、パッション、パッション屋良って呼んでね。」で始まることが多い。
- 童謡、ゲーム（じゃんけん、だるまさんがころんだなど）、スポーツといった様々なシチュエーションの動きの途中で、突如笑顔が一変し「ンーッ!!ンーッ!ンーッ!!ンーッ!ン～～～～～ッ!?」と力みながら左の拳で力一杯自分の胸を叩いてオチとなる。※例：「♪大きな栗の、木の下で、あなたとンーッ!!ンーッ!ンーッ!!ンーッ!ン～～～～～ッ!?」「♪光る、雲を突き抜けンーッ!!ンーッ!ンーッ!!ンーッ!ン～～～～～ッ!?」「♪こんにちは、赤ちゃん。わたしがンーッ!!ンーッ!ンーッ!!ンーッ!ン～～～～～ッ!?」
- 握手を求めて客が手を差し出すと、寸前で手を引っ込めて力みながら自分の胸を叩いて見せつける。
- オチの後に、「…パッションお兄さんの勝ちだね。」などと笑顔で一言言った後に「アーイ・ア・アーイ、エヴィ（エブリ）バディパッション!」と言うのをネタとネタのブリッジとしている。寿司にまつわるネタの場合はかっぱ寿司のCM曲をもじったブリッジとなった「パーッショパッショパッションパッションパーッショずしっ！へいらっしゃいっ！！」。
- ブリッジの後、客席の空気を察して「やっぱりきつい？」「徐々について来てね。」、「もうみんな疲れたのかな?」、「もうすぐ終わるからね。」、「社会勉強のつもりで頑張ってね。」と諭す事も多い。
- またけん玉やバドミントンラケット、ビート板などの身近なものを使った漫談も多い。「何でも教えてのコーナー」のネタが一例。
- 他に「はい、パッパパパッパパッション♪」と言うブリッジもある。

### 通常のネタ
- ジャンケン
- 野球拳
- マジカルバナナ
- 卓球
- ボウリング
- 母さんお肩を叩きましょ
- げんこつ山の狸さん
- 幸せなら胸叩こう!んー!んー![注 2]
- 位置に着いてよーい
- 手に人という字を三回書く（緊張したときの）
- 目覚まし時計
- にらめっこ
- 大きな栗の木の下で
- CHA-LA HEAD-CHA-LA（影山ヒロノブ、『ドラゴンボールZ』オープニングテーマ）

### 何でも教えてのコーナー
- けん玉を使う
一例：けん玉の玉を揺らし「あさま山荘ー」と言う。
- バケツと柄杓を使う
一例：柄杓を自分の顔につけC-3POの真似。バケツをR2-D2に見立てる。
- ラケットを使う
一例：マイクのポップガードようにラケットを持ち、歌う。

### ネタの終わり
- 通常は「以上のことを覚えていれば、みんなも明日からパッションライフをエンジョイできるよ!」で終わる。
- 「お兄さんもう楽屋に戻らないといけない時間だよね、いろんな意味で限界だよね。みんな、バイバイ、バイバイ、バァーイ・ア・アーイ エディ（エブリ）バディパッション!」と言い、終わる。ネタによっては、言い方が少し変わる場合がある。

### ものまね
- 2003年のパリ世界陸上選手権100m二次予選でフライングにより失格になり、トラックに寝そべって不貞腐れるジョン・ドラモンド
- 1984年のロス五輪女子マラソンでゴールするガブリエラ・アンデルセン
- 走り幅跳びで世界新記録を樹立したマイク・パウエル
- 投げに納得のいかない室伏広治
- 元近鉄バファローズのラルフ・ブライアント

### ダーク屋良
2007年6月より披露し始めた新たなキャラクター。パッション屋良の弟という設定で、黒地にDのマークのついた体操服を身にまとって登場する。パッションと違い「ン゛ーッ!!ン゛ーッ!ン゛ーッ!!ン゛ーッ!ン゛～～～～～ッ!?」と両手で胸を叩き威嚇するため非常に凶暴化しており、ネタも「せき・のど・たんに…そうだな、ステロイドだな!」「権力を手に入れろ!」など、パッションよりブラックな内容になっている。
ブリッジの文句は「エヴィ（エブリ）バディ ダークナウ!」。

## 出演

### テレビ
現在
- ゲラ×ゲラ流 （琉球朝日放送）
- NEXSTARS☆　(沖縄テレビ放送)

過去
- 爆笑オンエアバトル（NHK総合テレビ）戦績3勝2敗 最高485KB
- ミラクル☆シェイプ（日本テレビ）‐ 準レギュラー
- TVチャンピオン 「私にかかってきなさい!」コーナー（テレビ東京）‐ レギュラー
- 登龍門F（フジテレビ）
- 笑いの金メダル（朝日放送） - ワンミニッツショー
- 虎の門外伝 お笑いタイガーズゲート（テレビ朝日）
- トリビアの泉 〜素晴らしきムダ知識〜（フジテレビ）‐ 番組内で紹介されたトリビア『「うんこ」という言葉の「うん」は「うんこ」を気張っている時の声』のイメージ映像で登場
- ビートたけしのお笑いウルトラクイズ（日本テレビ、2007年1月1日放送）
- 5時に夢中（TOKYO MX） 2007年2月2日のゲスト
- TokyoBoy （TOKYO MX） - 「東京に泊まろう」出演
- おはスタ（テレビ東京）
- くりぃむナントカ（テレビ朝日） - 芸能界ビンカン選手権のみ
- スポーツマンNo.1決定戦（TBS） - 第16・18回大会総合4位
- 体育の時間（テレビ朝日）
- WakiWaki体操（GyaO）
- テレしず通りパロパロ「こたえて☆パッション!」コーナー（テレビ静岡）
- パッション屋良のオールナイトニッポンR（ニッポン放送、2007年1月13日放送）
- 爆笑ピンクカーペット（フジテレビ）キャッチコピーは「あいつの弟 初登場」→「あいつの弟 再び登場」（ダーク屋良名義）
- 爆笑ピンクカーペット（フジテレビ）キャッチコピーは「情熱的なお兄さん」
- 特急田中3号（TBS）
- お笑いDynamite!（TBS） - キャッチコピーは「叩け!情熱お兄さん」
- P-1ゴールドラッシュ（テレビ大阪） - ダーク屋良としての出演も有り
- おとなのびっくりクリニック（日本海テレビ、2008年8月-2009年12月）
- ピラメキーノG「ざっくり戦士ピラメキッド」（テレビ東京、2010年） - 目黒 / 白黒怪人ストインラクター（声）役
- 人志松本の○○な話（フジテレビ、2011年1月14日）
- ××パイなぽ〜!（琉球放送、2010年4月）
- おとなのびっくりクリニック2（日本海テレビ、2010年1月-12月）
- おとなのびっくり3 は～いすくーる（日本海テレビ、2011年1月-2012年3月）
- いきなり!黄金伝説。 （テレビ朝日） ‐　「超人気御当地デカ盛りベスト10を美味しく食べ尽くす」のレギュラー
- 人生が変わる1分間の深イイ話（ 日本テレビ、2019年3月19日）1日密着取材。

### CM
- ウィルコム沖縄（沖縄ローカル）
- パナソニック モバイルコミュニケーションズ - P903iX HIGH-SPEED （栗山千明と共演）
- 琉球ウコン
- パチスロ専門店ゴリラ - （山形県・福島県ローカル）
- ホンダカーズ山陰中央（鳥取県米子市に本社があるホンダディーラー店）
- トヨタカローラ大分（2016年1月1日-）

### 映画
- 一生の?お願い（2005年）
- ホームレスが中学生（2008年）
- Dirty Heart（2009年） - 忍者 役
- がじまる食堂の恋（2014年）